# Ri Yong-jik
Ri Yong-jik (8 de fevereiro de 1991) é um futebolista profissional norte-coreano que atua como defensor.

## Carreira
Ri Yong-jik representou a Seleção Norte-Coreana de Futebol na Copa da Ásia de 2015.